# Nobilimea armeană
Nobilimea armeană (armeană Հայ ազնվականություն) a fost o clasă de persoane care s-au bucurat de anumite privilegii relative în comparație cu alți membri ai societății, potrivit legilor și obiceiurilor din diferite regiuni ale Armeniei. Guvernele care au recunoscut sau conferit nobilitate au fost Regatul Van (860-590 î.Hr.), Satrapia Armeniei⁠(d) (570-331 î.Hr.), Regatul antic al Armeniei (331 î.Hr.-428 d.Hr.), Regatul Bagratid al Armeniei (885-1045) și Regatul Armean al Ciliciei (1198-1375). Regatele armenești ale Vanand (963-1065), Siunik⁠(d)Syunik (987-1170) și Lori au avut un sistem nobiliar asemănător cu nobilimea Ciliciei.